# برج حاجی جلال
برج حاجی جلال مربوط به دوره افشار است و در ندوشن، بین کشتزارهای شرقی وبافت ندوشن واقع شده و این اثر در تاریخ ۱۱ مرداد ۱۳۸۴ با شمارهٔ ثبت ۱۲۳۶۱ به‌عنوان یکی از آثار ملی ایران به ثبت رسیده است.